# McDonnell Douglas KC-10 Extender
McDonnell Douglas KC-10 Extender je vojenský letoun určený pro doplňování paliva jiných letounů ve vzduchu. Kromě doplňování paliva může sloužit i k přepravě cestujících a nákladu. Byl vyvinut na základě civilního dopravního letounu McDonnell Douglas DC-10. KC-10A unesou téměř dvakrát více paliva, než jejich předchůdci Boeing KC-135 Stratotanker.
KC-10A byly přijaty do služby roku 1981. Pro letectvo Spojených států amerických bylo postaveno šedesát letounů KC-10A. Přestavbou dvou nákladních DC-10 vznikly ještě dva stroje KDC-10 pro Nizozemsko. Americké letouny byly nasazeny v řadě operací, například ve válce v Zálivu. Získaly si neoficiální přezdívky „Gucci“ a „Big Sexy“. Roku 2017 americké letectvo provozovalo celkem 59 letounů KC-10A. Roku 2020 začalo vyřazování amerických letounů. Do konce roku 2023 jich bylo vyřazeno 49. Poslední KC-10A (volací znak Gucci 10) byl v září 2024 přelétnut na Davisovu-Monthanovu leteckou základnu k odstavení na tamním hřbitově letadel. V dubnu 2025 americké letectvo nabídlo k prodeji deset vyřazených strojů KC-10.

## Vývoj

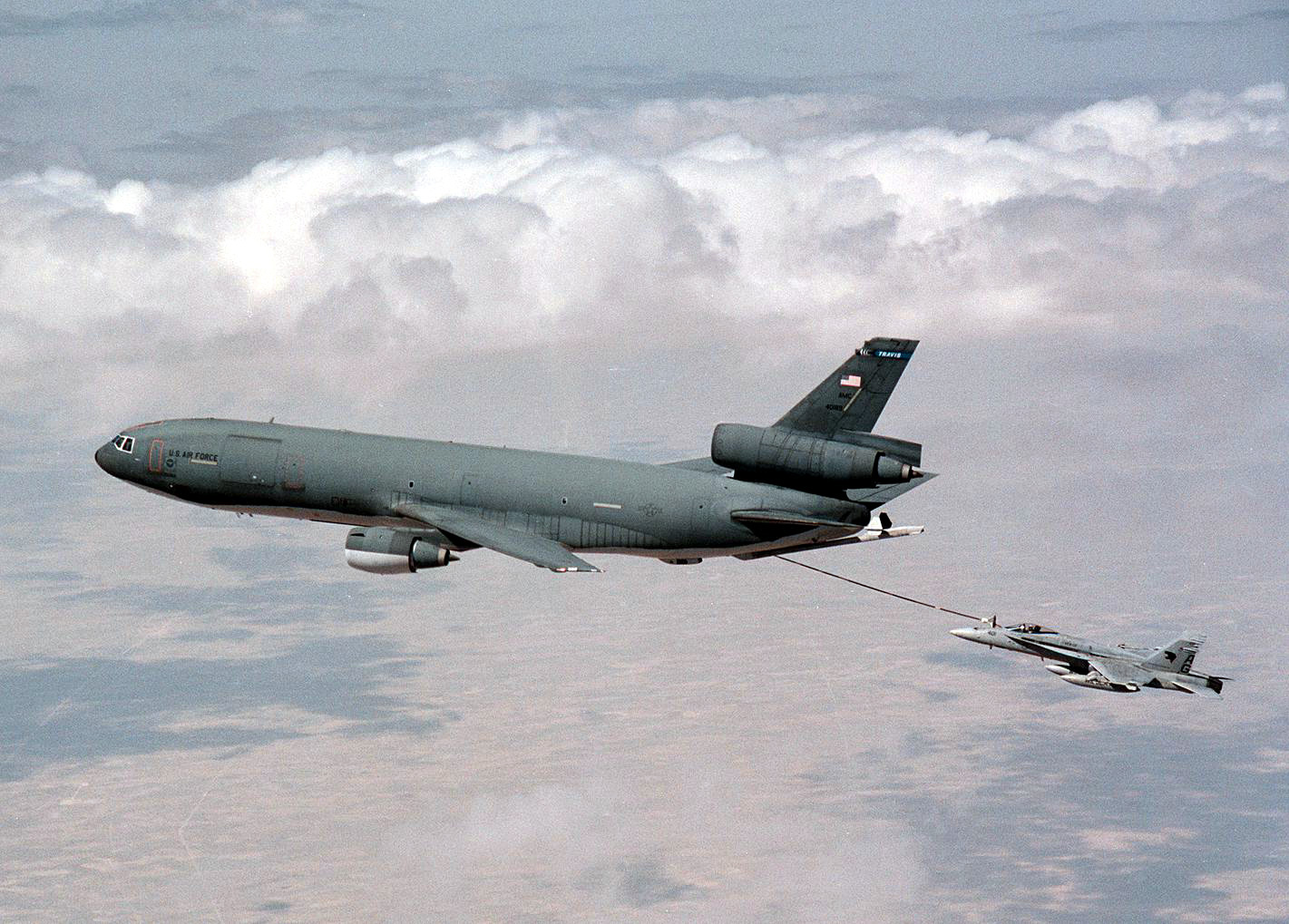
KC-10A doplňuje palivo letounu F/A-18 Hornet

Letoun KC-10A byl vyvinut společností Boeing Integrated and Defence Systems na základě nákladního letounu DC-10-30CF (88% systémů je shodných s civilními DC-10). Mezi hlavní změny patří instalace výkyvného ramene pro doplňování paliva (boom), zadní kabiny operátora, trojice přídavných palivových nádrží a dalších speciálních elektronických systémů. První let prototypu KC-10A Extender (sériové číslo 79-0433) proběhl 12. července 1980 v Long Beach. Posádku tvořili zkušební piloti Walt Smith a George Jansen a letečtí inženýři Leo Hazell a Guy Lowery. V říjnu 1980 KC-10A poprvé za letu doplnil palivo jinému letounu, v tomto případě transportnímu stroji Lockheed C-5 Galaxy. Do služby byl typ zaveden 17. března 1981. Sériová výroba probíhala od března 1981 do listopadu 1988. Vyrobeno bylo celkem 60 letounů KD-10A.

### Modernizace
V roce 2009 společnost Northrop Grumman získala kontrakt na modernizaci 59 letounů KC-10A. Modernizace se týkala komunikačních, avionických a dalších elektronických systémů. Zkoušky prvního modernizovaného letounu začaly roku 2012. Roku 2011 získala společnost Rockwell Collins kontrakt na modernizaci kokpitu všech letounů. Modernizace byla dokončena roku 2017.

## Popis

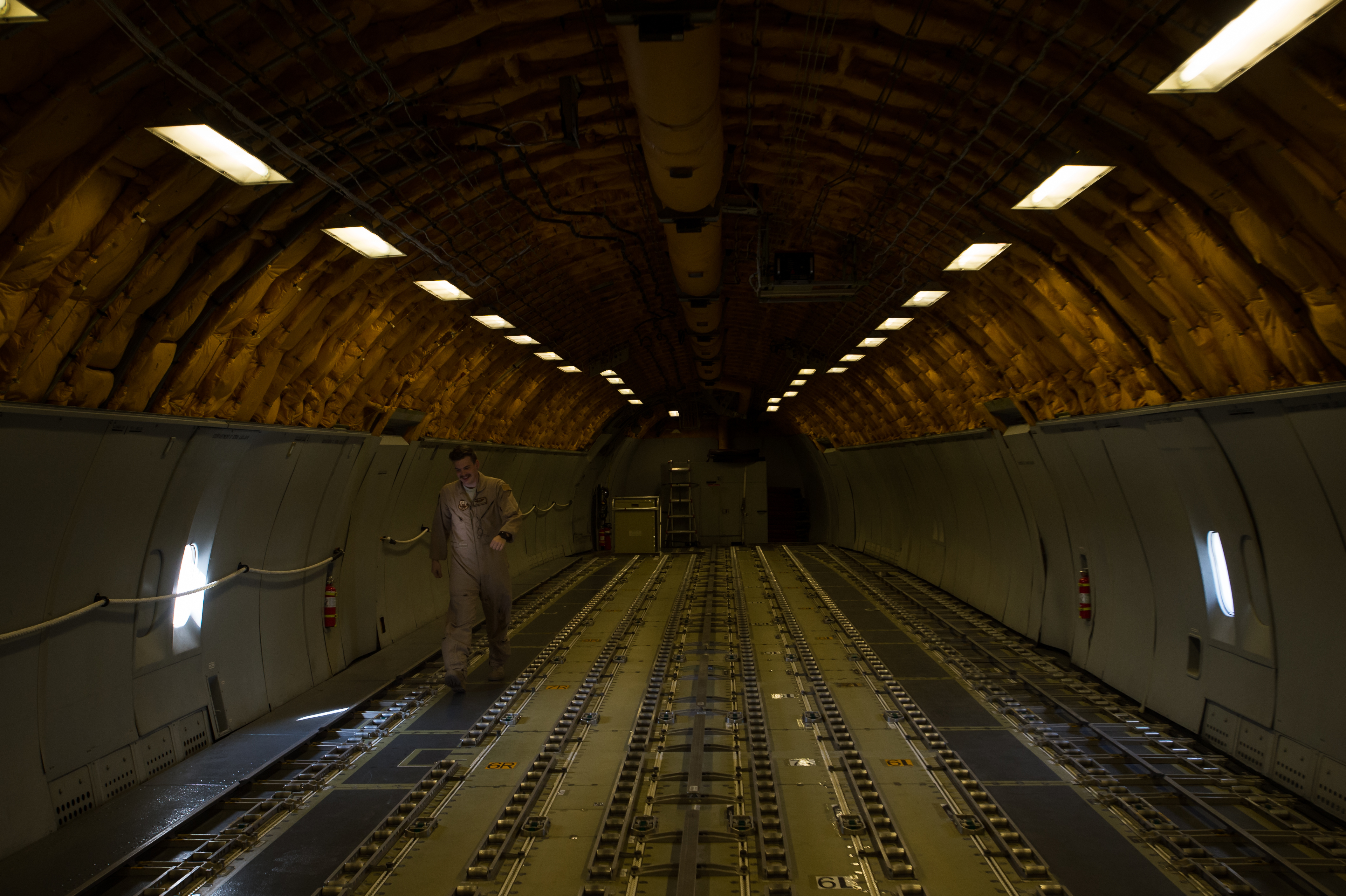
Interiér letounu KC-10A

KC-10A má čtyřčlennou posádku, tvořenou pilotem, druhým pilotem, palubním inženýrem a operátorem tankovacího zařízení. Všichni sedí ve čtyřčlenné kabině vybavené tzv. skleněným kokpitem. Letoun unese až 160 200 kg paliva. Alternativně může přepravovat 75 osob a až 170 000 liber (76 560 kg) dalšího náklad uloženého v kabině na 17 paletách, popřípadě jen 27 palet nákladu. Palivo je předáváno pomocí výkyvného ramene řízeného operátorem za zadní kabiny, odkud má oknem vizuální kontrolu. Letouny lze rovněž vybavit podkřídelními pouzdry s vlečenými hadicemi. Pomocí ramene lze předat až 1100 galonů (4180 litrů) a pomocí hadice až 470 galonů (1786 litrů) paliva za minutu. Pohánějí jej tři dvouproudové motory General Electric CF6-50C2.

## Operační nasazení

### Operace Kaňon El Dorado

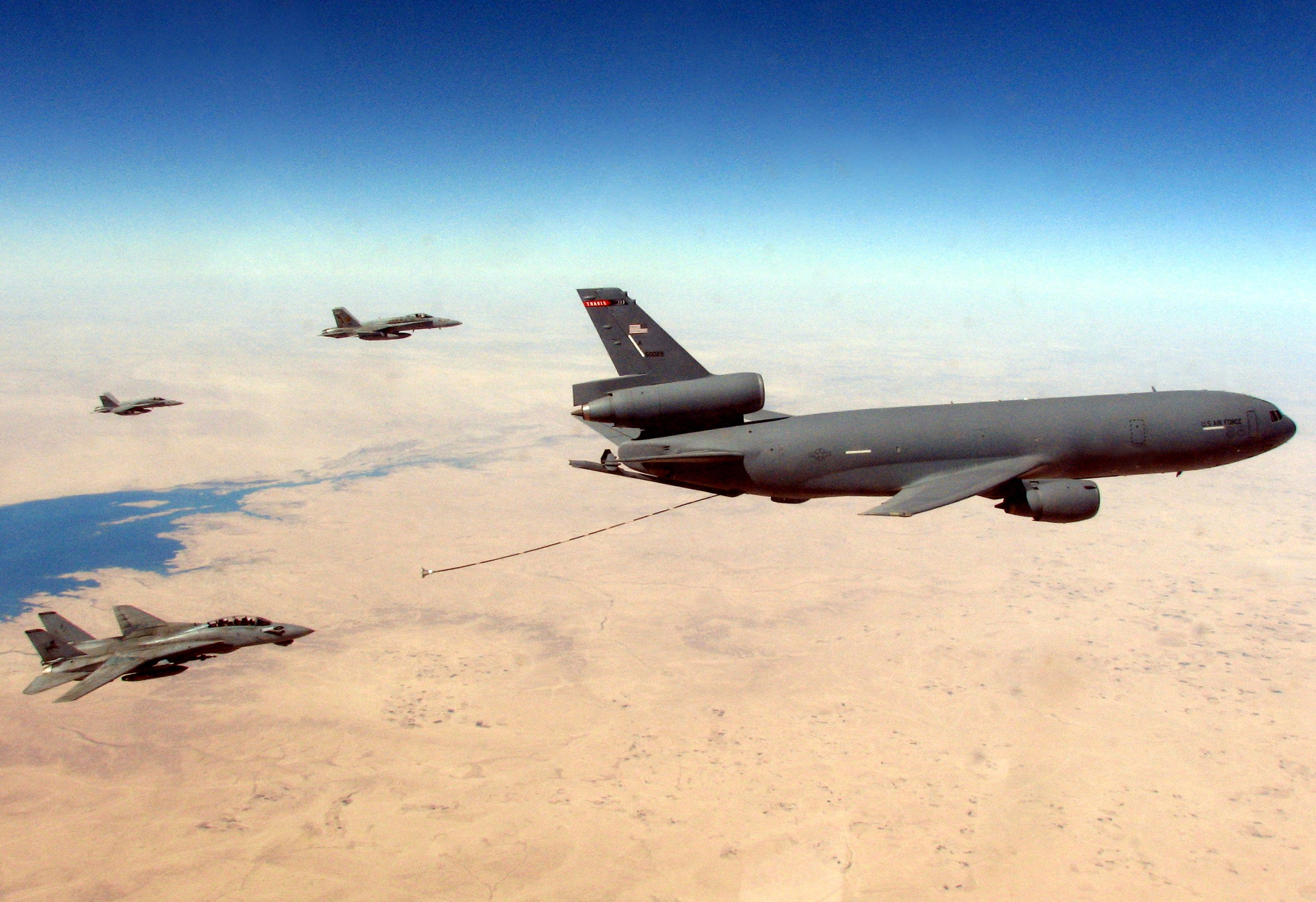
Letoun F-14D a dva F/A-18C se chystají na doplnění paliva z KC-10 v roce 2005 nad Perským zálivem.

V noci 14. dubna 1986 bombardovalo 24 amerických letadel F-111F hlavní město Libye Tripolis. Operace se zúčastnila i tři letadla elektronického boje EF-111A Raven, jejichž úlohou bylo rušit libyjské radary. Stroje vzlétly z britského letiště Lakenheath a během letu do Libye a zpět naletěly víc než 10 000 km, protože Francie a Španělsko neumožnily přelet nad svým územím. Při této 14hodinové misi potrebovala letadla šestkrát doplnit palivo za letu, což jim zabezpečilo 28 tankerů KC-135 a KC-10.

### Válka v Zálivu
V roku 1991 během operací Pouštní štít a pouštní bouře provedla flotila letounů KC-10 a KC-135 asi 51 700 samostatných tankovacích misí, během kterých jiným letounům předaly 125 milionů galonů paliva. (asi 475 milionů litrů paliva). Tankery zabezpečily doplnění paliva během letu nejen americkým letadlům, ale i strojům ostatních koaličních síl. Mimo tankování letadel zabezpečily KC-10 spolu s menšími KC-135 přepravu tisíců tun nákladu a tisícovek vojaků.

### Válka v Kosovu
Do ozbrojeného konfliktu v Kosovu, který probíhal mezi jugoslávskými silami a povstaleckou skupinou kosovských Albánců známou jako Kosovská osvobozenecká armáda (UÇK), se zapojila v roce 1999 i Severoatlantická aliance (NATO). Začátkem května 1999 bylo do Evropy nasazeno okolo 150 tankerů KC-10 a KC-135. Ty poskytovaly palivo bombardérům, stíhačkám a jiným strojům zapojených do konfliktu. KC-10 Extender absolvovaly během celé kampaně spojeneckých sil 409 misí.

## Incidenty

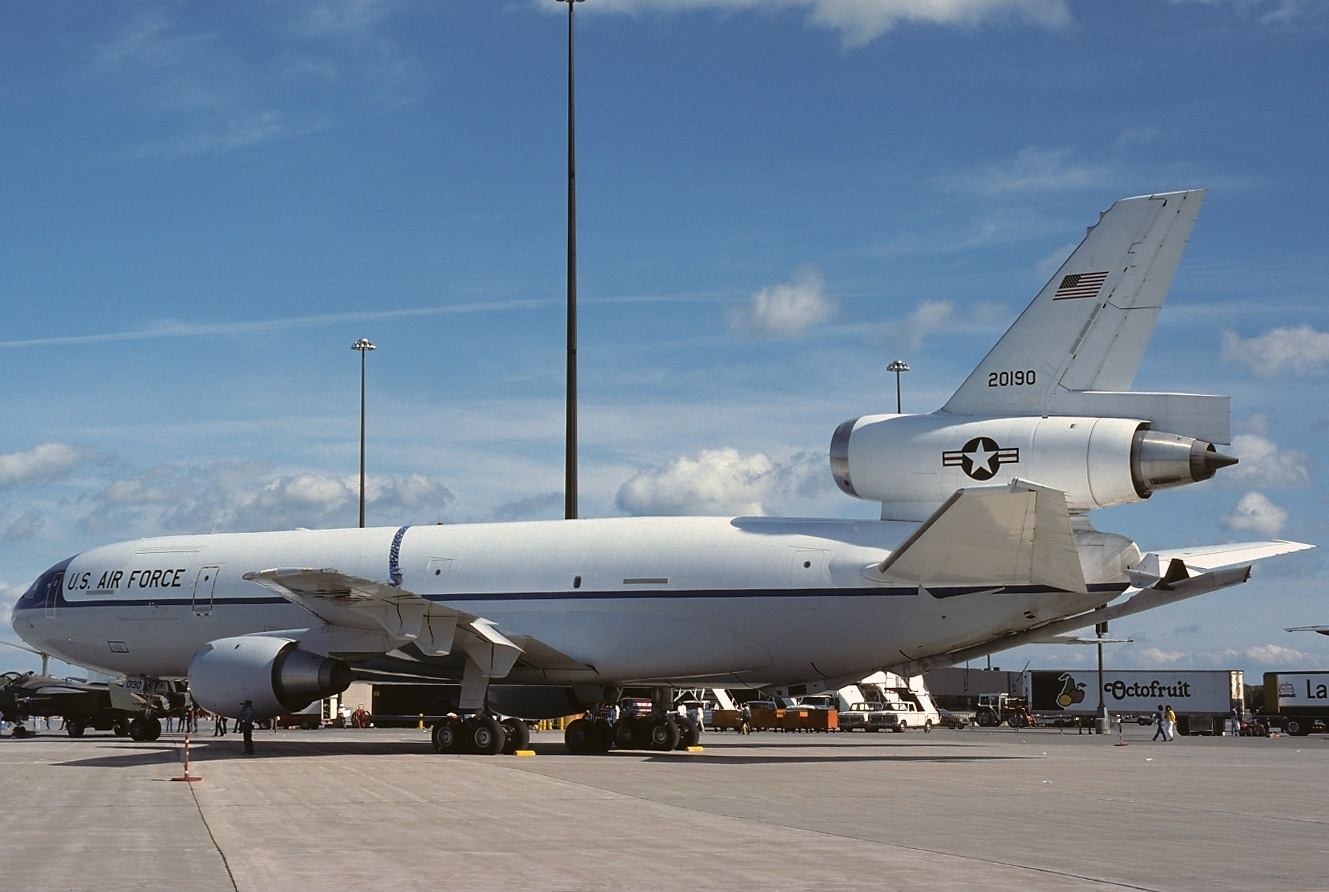
Tento KC-10A (sériové číslo 82-0190) byl roku 1987 zničen požárem

KC-10A (sériové číslo 82-0190) dne 17. září 1987 procházel pozemní údržbou na základně Shreveport-Barksdale AFB v Louisianě. Na palubě došlo k výbuchu, přičemž následný požár stroj zcela zničil. Jeden člověk při nehodě zemřel a tři byli zraněni.

## Uživatelé
Nizozemsko
- Pro nizozemské královské letectvo byly společností Boeing přestavěny dva nákladní letouny DC-10-30 na tankovací letouny KDC-10. Na rozdíl od amerických strojů jsou vybaveny tankovacím systémem RARO (Remote Aerial Refueling Operation).[12] Po vyřazení letouny převzala společnost Omega Air, poskytující komerční tankovací služby.[4]

 Spojené státy americké
- USAF získalo celkem 60 letounů KC-10A. Jeden byl zničen požárem. Ve službě byly v letech 1981–2023.[4]

## Specifikace (KC-10A)

### Technické údaje
- Posádka: 4 (pilot, druhý pilot, palubní inženýr a operátor tankovacího zařízení)
- Kapacita: 75 pasažérů
- Užitečný náklad: 160 200 kg paliva
- Rozpětí: 54,4 m
- Délka: 50 m
- Výška: 17,4 m
- Hmotnost prázdného letounu: 108 890 kg[3]
- Max. vzletová hmotnost : 267 200 kg[2]
- Pohonná jednotka: 3× dvouproudový motor General Electric CF6-50C2
- Výkon pohonné jednotky: 233,5 kN[2]

### Výkony
- Maximální rychlost: 996 km/h[3]
- Dolet: 7080 km (s nákladem), 18 500 km (prázdný)[3]
- Dostup: 12 800 m[2]
- Stoupavost: 34,9 m/s[3]